# Hirekerur
Hirekerur è una suddivisione dell'India, classificata come town panchayat, di 15.874 abitanti, situata nel distretto di Haveri, nello stato federato del Karnataka. In base al numero di abitanti la città rientra nella classe IV (da 10.000 a 19.999 persone).

## Geografia fisica
La città è situata a 14° 28' 0 N e 75° 22' 60 E e ha un'altitudine di 618 m s.l.m..

## Società

### Evoluzione demografica
Al censimento del 2001 la popolazione di Hirekerur assommava a 15.874 persone, delle quali 8.112 maschi e 7.762 femmine. I bambini di età inferiore o uguale ai sei anni assommavano a 2.082, dei quali 1.041 maschi e 1.041 femmine. Infine, coloro che erano in grado di saper almeno leggere e scrivere erano 11.270, dei quali 6.164 maschi e 5.106 femmine.